# Yigaël
 (septembre 2018).
Si vous disposez d'ouvrages ou d'articles de référence ou si vous connaissez des sites web de qualité traitant du thème abordé ici, merci de compléter l'article en donnant les références utiles à sa vérifiabilité et en les liant à la section « Notes et références ».
Yigaël, de son vrai nom Yigaël Coquel, est un auteur de bande dessinée français et podcasteur, né le 28 juin 1978 à Arras. 

## Biographie
Yigaël a étudié la bande dessinée aux Beaux Arts de Tournai (Belgique), dans l’atelier d’Antonio Cossu et T. Umbreit. À sa sortie, il commence sa carrière pour les éditions Semic, puis illustre quelques histoires dans les collectifs des éditions Petit à petit. Il a publié, avec le scénariste Céka, une trilogie de science-fiction intitulée Egovox. Depuis 2007, il poursuit sa collaboration avec Céka en dessinant chaque mois des histoires scindées en feuilleton de 4 pages dans le magazine scientifique Cosinus. Histoires qui sont ensuite parus en album. En parallèle, il publie Family Strip , un web comic à lire sur sa page instagram  dans lequel il raconte son quotidien d'auteur et de père de famille. 
Yigaël est également le créateur du podcast L'atelier BD, qui parle de l'actualité du 9ème art.

## Œuvres publiées

### Séries
Egovox, Akileos  (scénario de Céka)
1. Le destin n'est plus ce qu'il était, 2006
2. Le jour où je me suis rencontré, 2008
3. Une bien belle journée pour Mourir, 2010

Les Fauves, Michel Lafon (scénario de Roger Seiter )
1. Richard Cœur de Lion, 2019
2. Le Prince Noir, 2020

### One shots
- La bête aux pattes noires, SHPTA, 2014 (scénario de Céka).
- La dernière BD avant la fin du monde, Ynnis, 2014  (scénario de Damien Maric).
- Pasteur et la génération spontanée, les éditions du Sékoya (2016) (scénario de Céka).
- Marie Curie, la scientifique aux deux prix Nobel, éditions Faton (2017) (scénario de Céka).
- Alice et les 10 merveilles , éditions Faton (2018) (scénario de Céka)[1]
- Apollo 11, les premiers pas de l'homme sur la Lune , éditions Faton (2019)  (scénario de Céka)
- Victor, l'enfant sauvage , éditions Faton (2020) (scénario de Céka et couleurs de Florent Daniel)
- Vinci, l'enfance d'un génie , éditions Faton (2022) (scénario de Céka et couleurs de Florent Daniel)
- Mary Anning, chasseuse de fossiles , éditions Faton (2022) (scénario de Céka et couleurs de Florent Daniel)
- Champollion et la pierre de Rosette , éditions Faton (2022) (scénario de Céka et couleurs de Florent Daniel)
- Le premier vol , éditions Faton (2024) (scénario de Céka et couleurs de Florent Daniel)

## Récompenses
- Prix du livre "Sciences pour tous" 2022-2023 pour Pasteur et la génération spontanée
- Prix "Ces audois qui gagnent" 2022 remis par le journal L'indépendant
- Prix du conseil municipal des jeunes de Pontivy pour Champollion et la Pierre de Rosette  (2023)
- Prix de la BD jeunesse d'archéologie aux Rencontres d'Archéologie de la Narbonnaise pour Champollion et la Pierre de Rosette  (2023)